# Jorge Alessandri

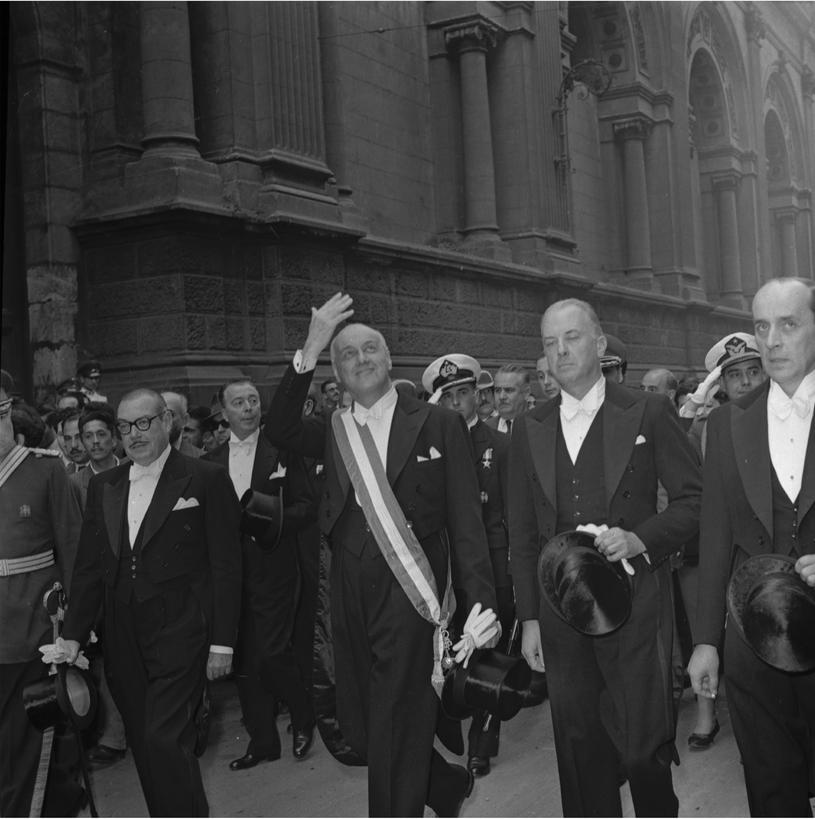
President Jorge Alessandri, vergezeld door overheidsfunctionarissen, op weg naar de Kathedraal van Santiago

Jorge Alessandri Rodríguez (Santiago, 19 mei 1896 - aldaar 31 augustus 1986) was een Chileens staatsman. Hij was van 3 november 1958 tot 3 november 1964 president van Chili. 

## Biografie
Hij was de zoon van Arturo Alessandri (1868-1950), die president van Chili was (1920-1924; 1925; 1932-1938) en Rosa Ester Rodríguez Velasco (1872-1936). Hij had nog vijf broers en twee zussen. Een van zijn broers, Fernando (1897-1982), was in 1946 presidentskandidaat en van 1950 tot 1958 voorzitter van de Senaat.
In 1919 promoveerde hij als civiel ingenieur aan de Universiteit van Chili. Vervolgens werkte hij als docent aan die universiteit. Na de staatsgreep van 1924 waarbij zijn vader als president werd afgezet vergezelde hij zijn ouders tijdens hun ballingschap in Europa (1924-1925). Na zijn terugkeer in Chili werd hij in 1926 als onafhankelijke kandidaat in de Kamer van Afgevaardigden gekozen. In 1927 ging hij echter opnieuw met zijn ouders in ballingschap nadat zijn vader door dictator Carlos Ibáñez del Campo was uitgewezen. Na de val van Ibáñez (1931) keerde Alessandri wederom naar Chili terug maar trok zich uit het openbare leven terug. In 1932 werd hij president van de hypotheekbank Caja de Crédito Hipotecario. Hij bleef dit (met een korte onderbreking) tot 1938. Nadien was hij directeur van een papier- en kartonproductiebedrijf. Van 1944 tot 1947 was hij voorzitter van de Chileense werkgeversorganisatie.
President Gabriel González Videla benoemde hem in 1947 tot minister van Financiën. Als minister voerde hij een strikte bezuinigingspolitiek en drong hij aan op loonmatiging. Sociale onlust leidde echter in 1950 tot zijn vertrek als minister. Hij hernam vervolgens zijn voorzitterschap van de werkgeversorganisatie.

### President van Chili

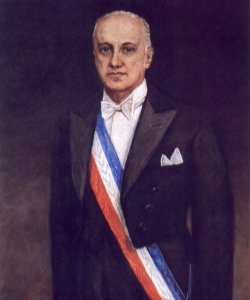
Officieel portret

De partijloze Alessandri werd in 1957 in de Senaat gekozen. In 1958 werd hij door de Partido Liberal (Liberale Partij), de Partido Conservador (Conservatieve Partij) en enkele kleinere partijen kandidaat voor het presidentschap. Aanvankelijk leefde bij de liberalen enige twijfels omtrent zijn politieke opvattingen (hij zou te conservatief zijn). Op aandrang van de conservatieve partij ging de liberale partij echter overstag. Alessandri werd de kandidaat voor centrumrechts. Hij bleef zich echter als onafhankelijke en partijloze kandidaat presenteren om zo ook de stem van de partijloze (centrumrechtse) kiezer te verwerven.
Alessandri nam het op tegen de kandidaat van links, Salvador Allende (1908-1973). Bij de presidentsverkiezingen van 4 september 1938 verkreeg Alessandri ruim 31% van de stemmen. Allende kreeg echter 28% van de stemmen en eindigde dus vlak achter Alessandri. De christendemocraat Eduardo Frei Montalva (1911-1982) kreeg 20,5% van de stemmen. Omdat geen van de kandidaten een absolute meerderheid beschikte was het laatste woord aan het Nationaal Congres om de nieuwe president aan te wijzen. Omdat Alessandri kon rekenen op de steun van de liberalen, conservatieven en de Partido Radical (Radicale Partij), werd hij door het parlement aangewezen als president van de republiek.
Jorge Alessandri vormde een kabinet dat bestond uit de drie partijen die hem in het zadel hadden geholpen, aangevuld met de populisten. Als president richtte hij zich voornamelijk op economische zaken, voornamelijk het terugdringen van de inflatie en het wegwerken van het begrotingstekort. Hij bevroor de salarissen van het overheidspersoneel wat leidde tot sociale onrust. De grote aardbeving van mei 1960 dat het gebied tussen Concepción en Puerto Montt goeddeels verwoestte leidde echter tot enorme overheidsuitgaven voor hulpverlening en herstel van de regio.
Bij de parlementsverkiezingen van 1961 leden de voornaamste medestanders van de president, de liberalen en conservatieven, een enorme nederlaag. Alessandri wist zich als president te handhaven dankzij de radicalen, die echter winst wisten te boeken. De radicale partij was echter progressiever dan de conservatieven en de liberalen en het betekende dus dat het beleid moest worden gewijzigd. Allereerst werden er meer leden van de radicale partij tot minister benoemd; daarnaast werden een progressieve belastinghervorming en een landhervorming doorgevoerd. De landhervorming was echter zo bescheiden dat de arme boeren er nauwelijks op vooruit gingen. Hier moet ook worden opgemerkt dat het niet alleen de radicalen waren die Alessandri dwongen tot allerlei hervormingen, maar ook de Amerikaanse regering onder leiding van president John F. Kennedy die hoopten dat een hervormingsgezinde politiek van de Chileense regering de socialisten de wind uit de zeilen zou nemen.

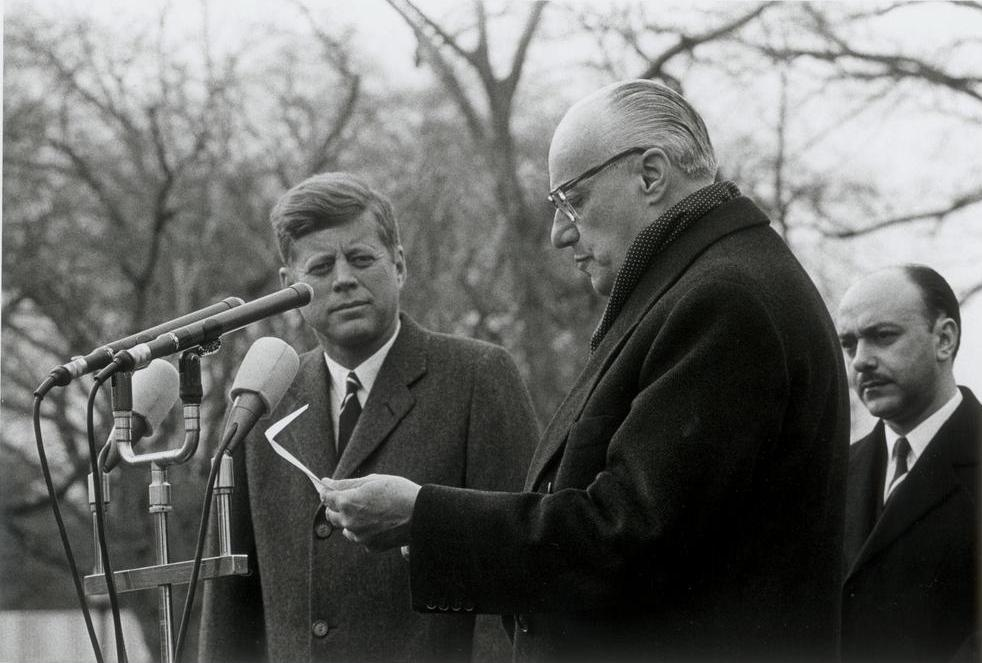
Alessandri met de Amerikaanse president Kennedy tijdens een bezoek in 1962

In 1964 werd Eduardo Frei Montalva van de PDC gekozen tot president van het land. Alessandri werd daarop wederom directeur van het karton- en papierproductiebedrijf dat hij al eerder leidde.

### Presidentsverkiezingen van 1970
In 1968 wist een groep ondernemers Alessandri ervan te overtuigen om zich te kandideren voor de presidentsverkiezingen van 1970. Net als in 1958 bleek zijn voornaamste opponent tijdens deze presidentsverkiezingen Salvador Allende te zijn. Op 4 september 1970 wist Allende Alessandri nipt te verslaan met 37,3% tegen 35,8% van de stemmen. De derde kandidaat, Radomiro Tomić (PDC), kreeg 27,9% van de stemmen. Wederom ontbrak een absolute meerderheid en wederom moest het Congres de nieuwe president kiezen. Deze keer werd Allende - met steun van de christendemocraten van Tomić - door het parlement aangewezen als nieuwe president.

### De dictatuur van Pinochet
Alessandri steunde de staatsgreep van 11 september 1973 van de generaals onder leiding van Augusto Pinochet. In 1976 werd hij door de militaire regering benoemd tot voorzitter van de Staatsraad. De Staatsraad was een soort adviesraad van de regering en had tot taak een nieuwe grondwet voor te bereiden. De Staatsraad adviseerde om een speciaal comité in te stellen dat zich zou bezighouden met het opstellen van de grondwet. De junta ging hier weliswaar mee akkoord, maar meer dan helft van de voorstellen van het comité met betrekking tot de grondwet werden door de junta in de wind geslagen. De relatie tussen de junta en de Staatsraad verslechterde snel en Alessandri diende zijn ontslag in. Desalniettemin gaf Alessandri aan "ja" te zullen stemmen bij het referendum voor de concept-grondwet die in 1980 werd gehouden.

### Laatste jaren

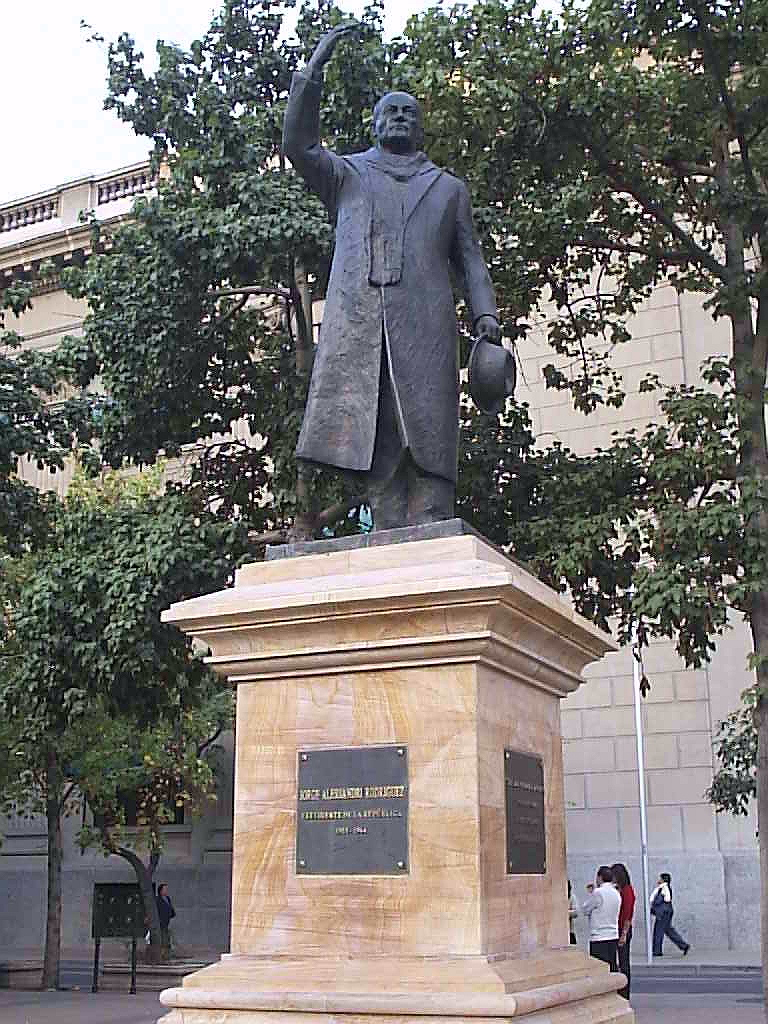
Standbeeld van Jorge Alessandri op de Plaza de la Constitución (Santiago)

Na zijn ontslag als voorzitter van de Staatsraad trok Alessandri zich definitief uit het openbare leven terug. Tot aan zijn dood 1986 bleef hij directeur van het karton- en papierproductiebedrijf.
Jorge Alessandri bleef zijn hele leven lang vrijgezel.